# Magere Liesje

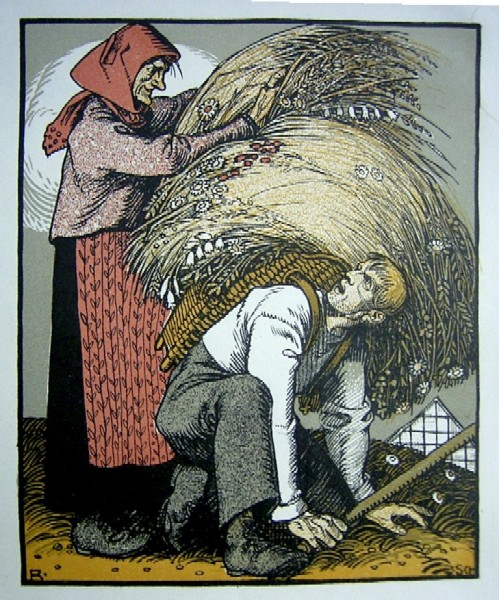
Illustratie van Rudolf Schiestl.

Magere Liesje of Magere Lies is een sprookje uit Kinder- und Hausmärchen, de verzameling van de gebroeders Grimm, met als nummer KHM168. De oorspronkelijke naam is Die hagere Liese.

## Het verhaal
Magere Lies is heel anders dan Luie Hein en dikke Trien. Ze werkt de hele dag en draagt haar man, lange Leen, op dat ook te doen. Toch hebben ze niks en krijgen ze niks. In bed vertelt ze Leen dat ze een koe zou kopen als ze een gulden zou vinden, een andere zou krijgen, nog een andere zou lenen en één van Leen zou krijgen. De man vindt het een goed idee, maar weet niet hoe hij aan een gulden kan komen om haar te geven. De man zou blij zijn als de koe een kalfje zou krijgen, want dan is er melk. De vrouw vindt dat het kalfje deze melk drinken mag, zodat het groot kan worden en verkocht kan worden. De vrouw wil niet dat Leen ook van de melk zou drinken. De twee krijgen ruzie en de verteller weet niet of ze de volgende dag op zoek zijn gegaan naar een gulden of nog ruzie bleven maken.

## Achtergronden bij het verhaal
- Het sprookje komt uit Wendenmut (1563) van Hans Wilhelm Kirchhof.
- Het sprookje is verwant met De schrandere knecht (KHM162) en Luie Hein (KHM164).